# Віттен
Віттен (нім. Witten) — місто в окрузі Арнсберг, земля Північний Рейн-Вестфалія, Німеччина. Входить до рурського регіону. Найбільше місто району Еннепе-Рур.

## Історія
Віттен вперше згадується в історичних джерелах 1214 року, однак згадки про район Гербеде, що увійшов до складу міста 1975 року, датовані 851 роком. З 1578 року в місті розвивається вугільна промисловість, місто стає шахтарським. Зі створенням землі Північний Рейн-Вестфалія 1946 року, Віттен було включено до її складу.

## Відомі люди
У місті народилися:
- Мірко Енґліх — німецький борець греко-римського стилю, олімпійський медаліст.

## Зовнішні зв'язки
Віттен має 6 міст-побратимів:
- Бове, Франція
- Мальніц, Австрія
- Вольфен, Німеччина
- Курськ, Росія
- Тчев, Польща
- Сан-Карлос, Нікарагуа

## Галерея

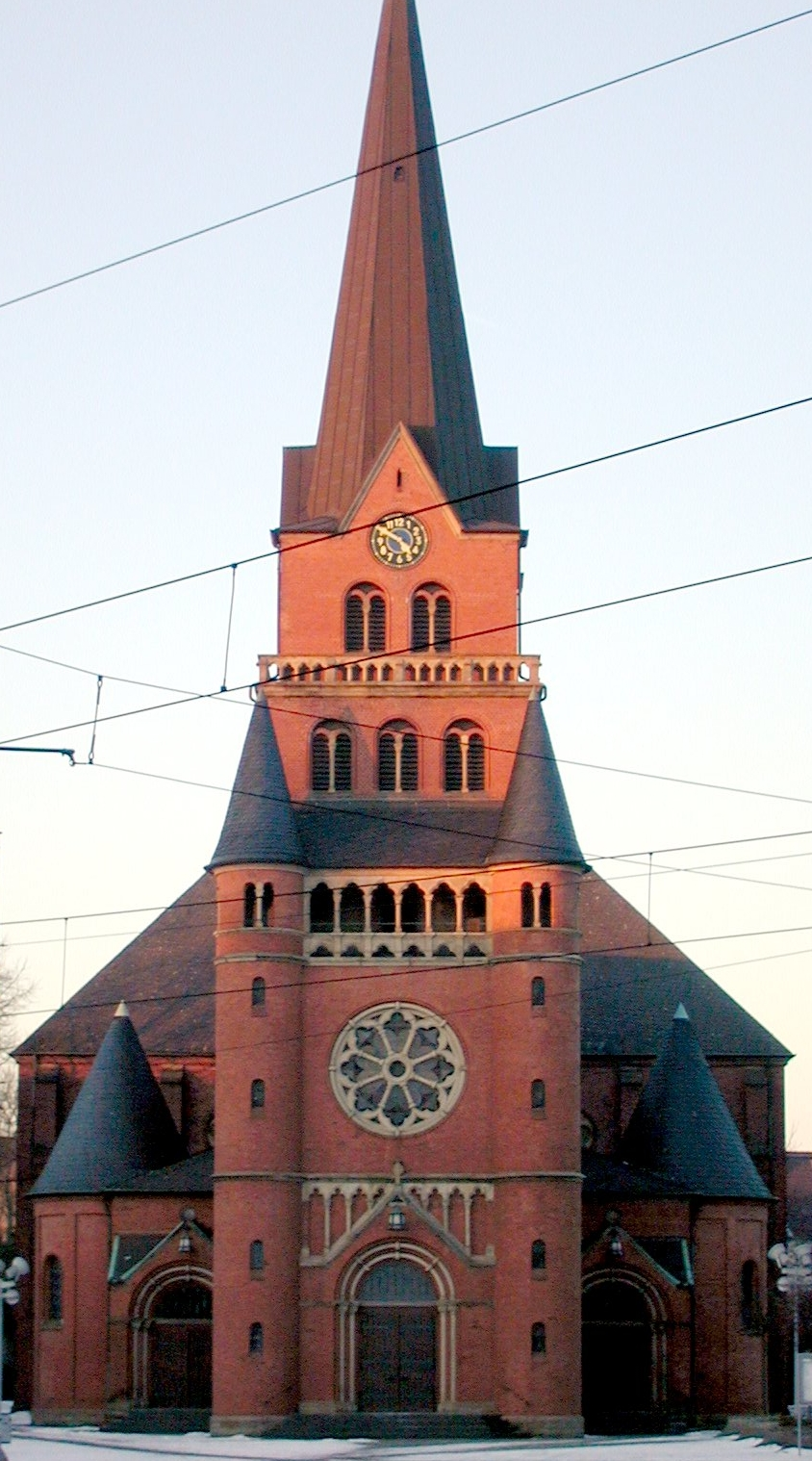
Церква святої Марії
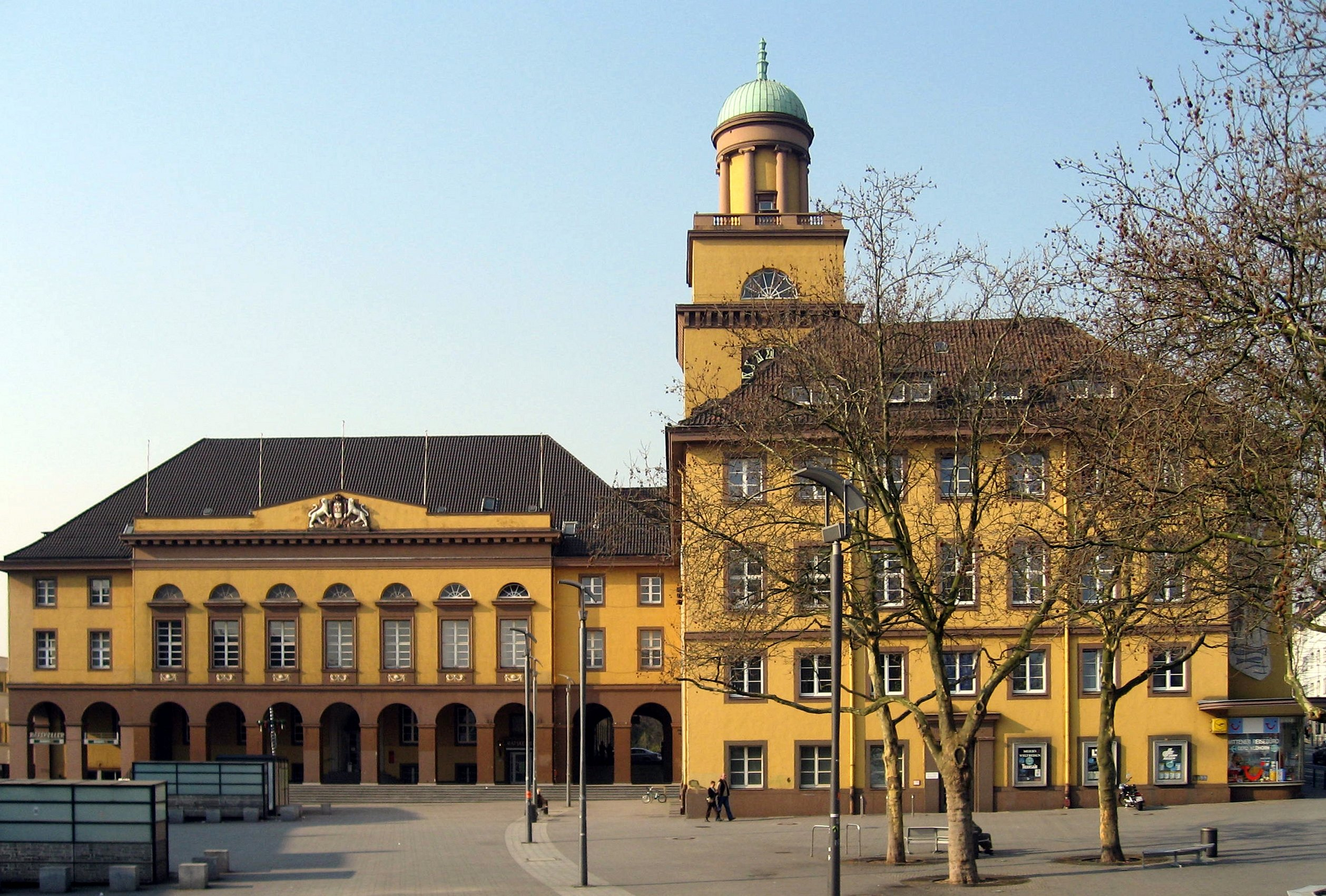
Ратуша
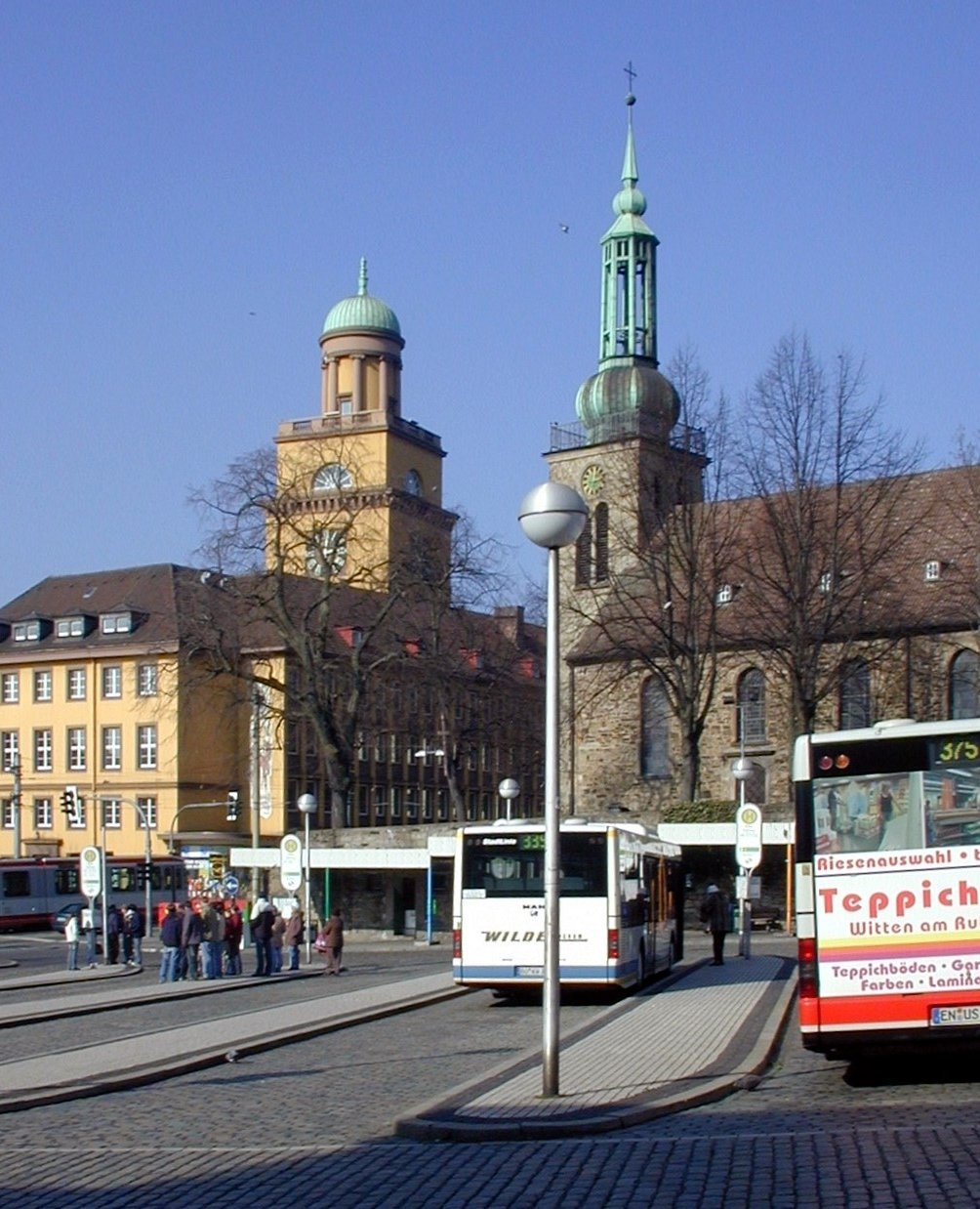
Вулиця міста
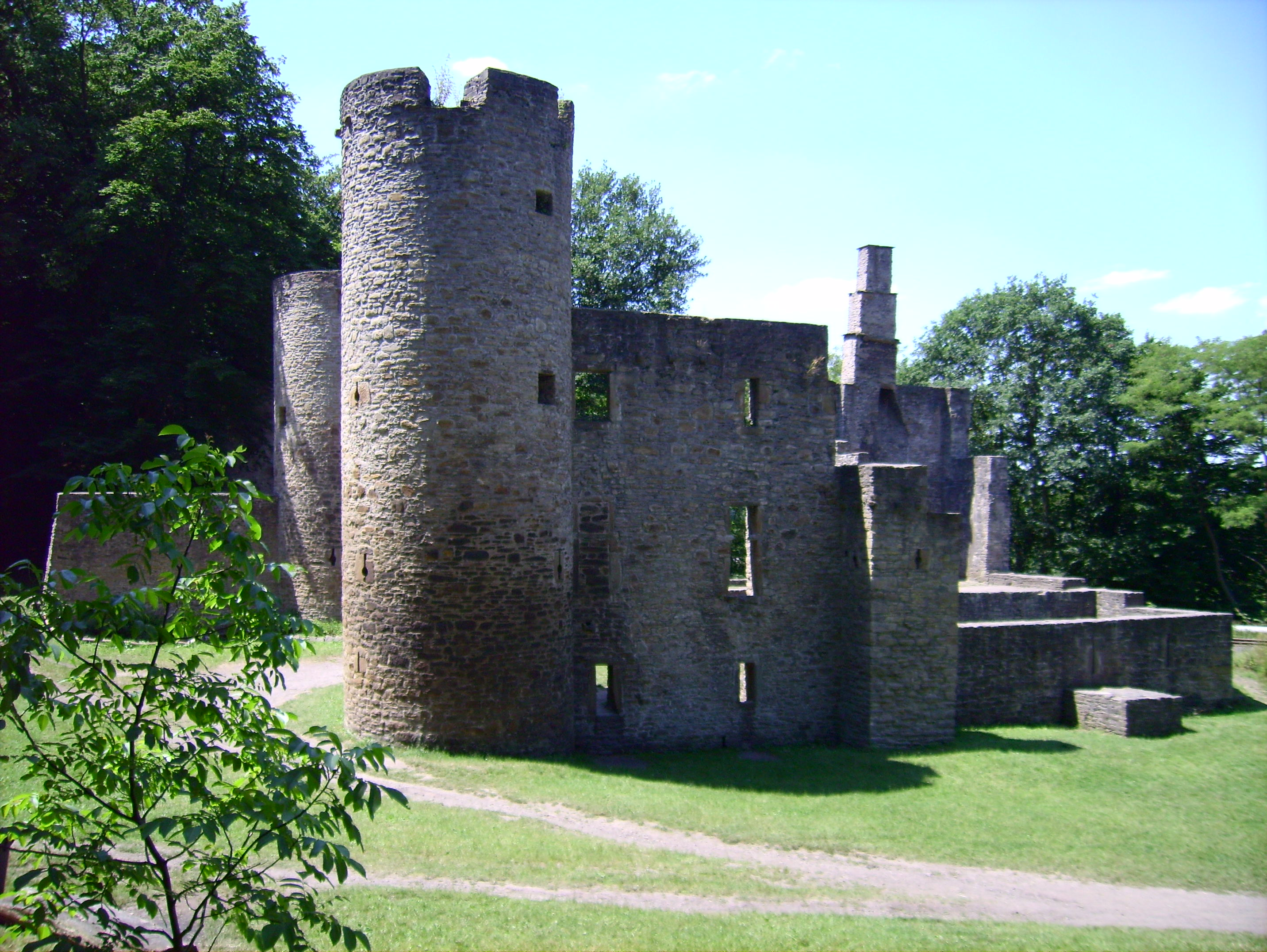
Руїни віттенського замку